# Alfa Romeo 2600
 (août 2017).
Si vous disposez d'ouvrages ou d'articles de référence ou si vous connaissez des sites web de qualité traitant du thème abordé ici, merci de compléter l'article en donnant les références utiles à sa vérifiabilité et en les liant à la section « Notes et références ».
L'Alfa Romeo 2600 était une automobile haut de gamme fabriquée par le constructeur italien Alfa Romeo de 1961 à 1968.
Cette voiture porte le code interne ZAR106 et remplace à sa sortie l'Alfa Romeo 2000. Cette voiture offre en outre la particularité d'être la dernière Alfa Romeo à disposer d'un moteur 6 cylindres en ligne avec deux arbres à cames en tête ; tous les moteurs Alfa 6 cylindres seront ensuite en V.
Présentée en 1961, l'Alfa 2600 est alors proposée dans les versions Berline, Sprint (coupé dessiné par Bertone) et Spider (dessiné par Touring). Toutes les versions, dont la plate-forme dérivait de l'Alfa 2000, reçurent un nouveau moteur 6 cylindres en ligne de 2 584 cm³ avec pompe à essence électrique, à deux carburateurs double corps sur la berline et trois double corps sur les Sprint et Spider. Plus tard, un autre coupé sera réalisé par Zagato (la Sprint Zagato ou SZ), et une limousine construite en série limitée par OSI-Ghia, l'Alfa 2600 De Luxe.

## Production
L'Alfa Romeo 2600 a été fabriquée à partir de l'année 1961 :
- Berline : 2 038 exemplaires, de 1961 à 1968 ;
- Sprint : 6 999 exemplaires de 1961 à 1968 ;
- Spider : 2 257 exemplaires de 1961 à 1965 ;
- OSI De Luxe : 54 exemplaires.

## Les modèles

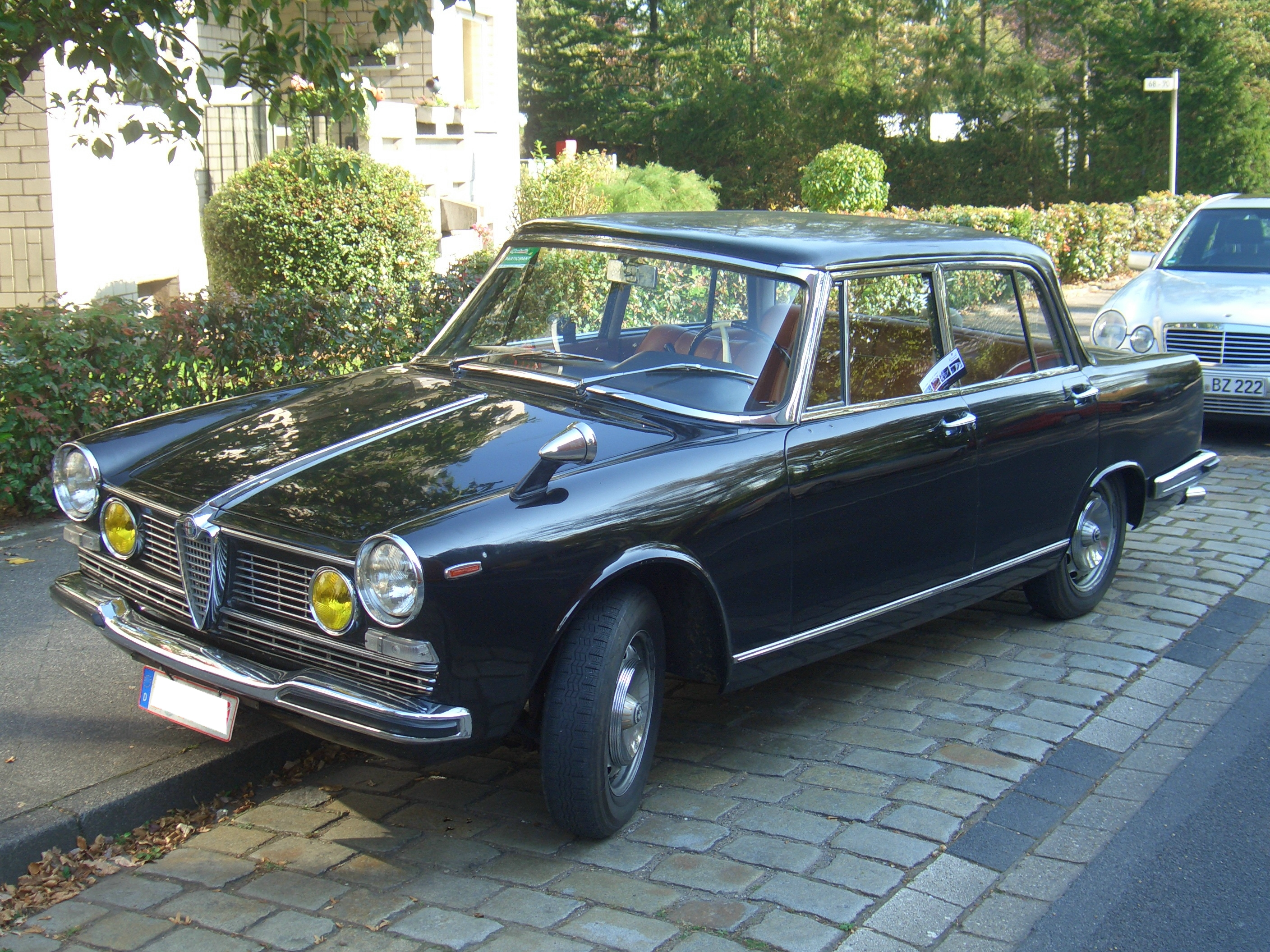
Alfa Romeo 2600 Berline

L'Alfa Romeo 2600 Berline ne connut pas une diffusion digne de ses qualités. Représentant un très haut de gamme, elle était affichée à un prix très élevé et le constructeur ne lui réserva pas une campagne commerciale adaptée car Alfa Romeo avait décidé de donner la priorité au développement de la nouvelle Giulia.

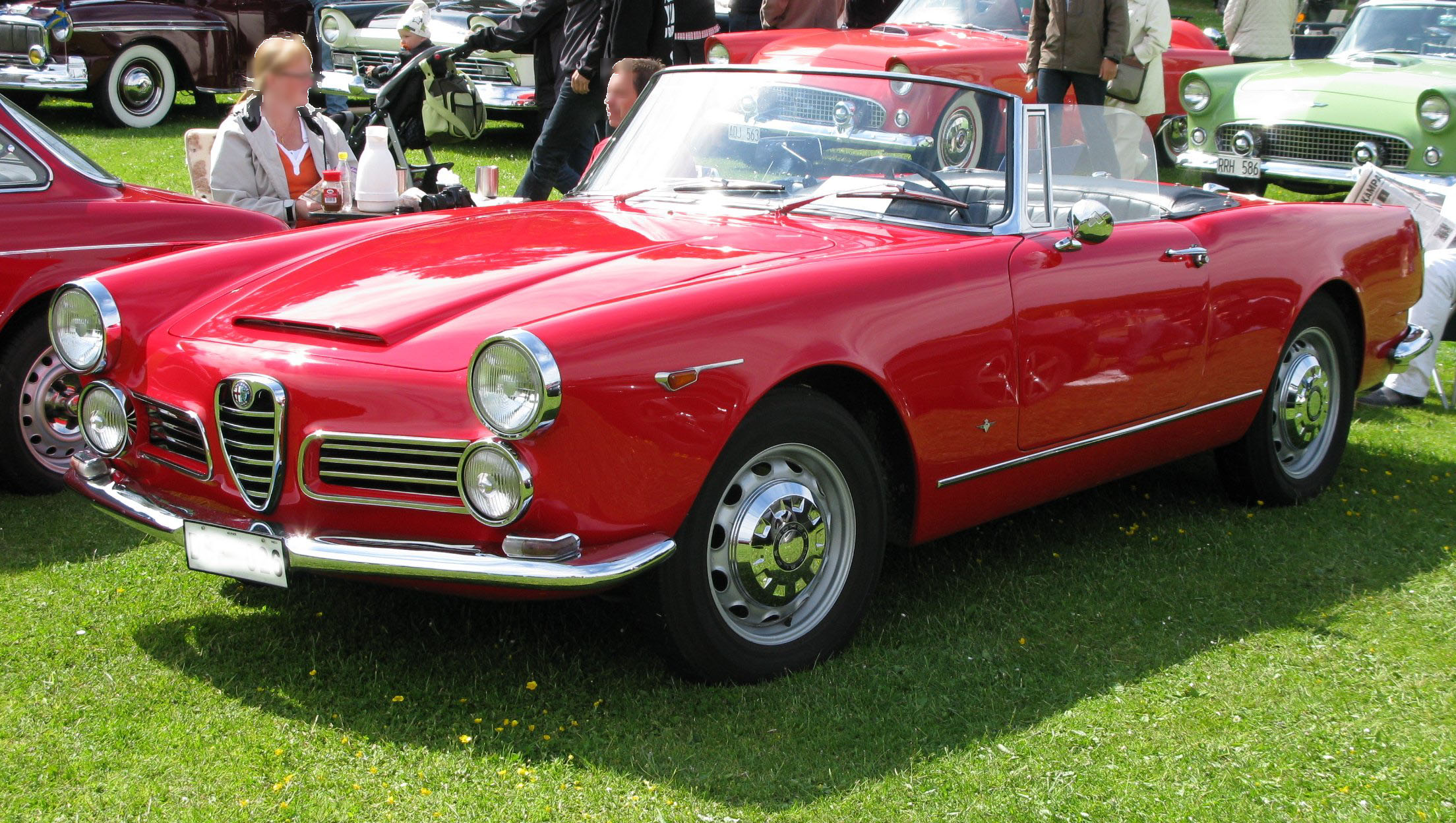
L'Alfa Romeo 2600 Spider

La 2600 Spider, équipée d'un moteur développant 145 ch, avait un style semblable à celui de la Giulietta Spider, agréable et très à la mode malgré ses dimensions imposantes qui lui permettaient de disposer de quatre vraies places. La fabrication s'arrêta en 1965, année qui vit la disparition du carrossier Touring.

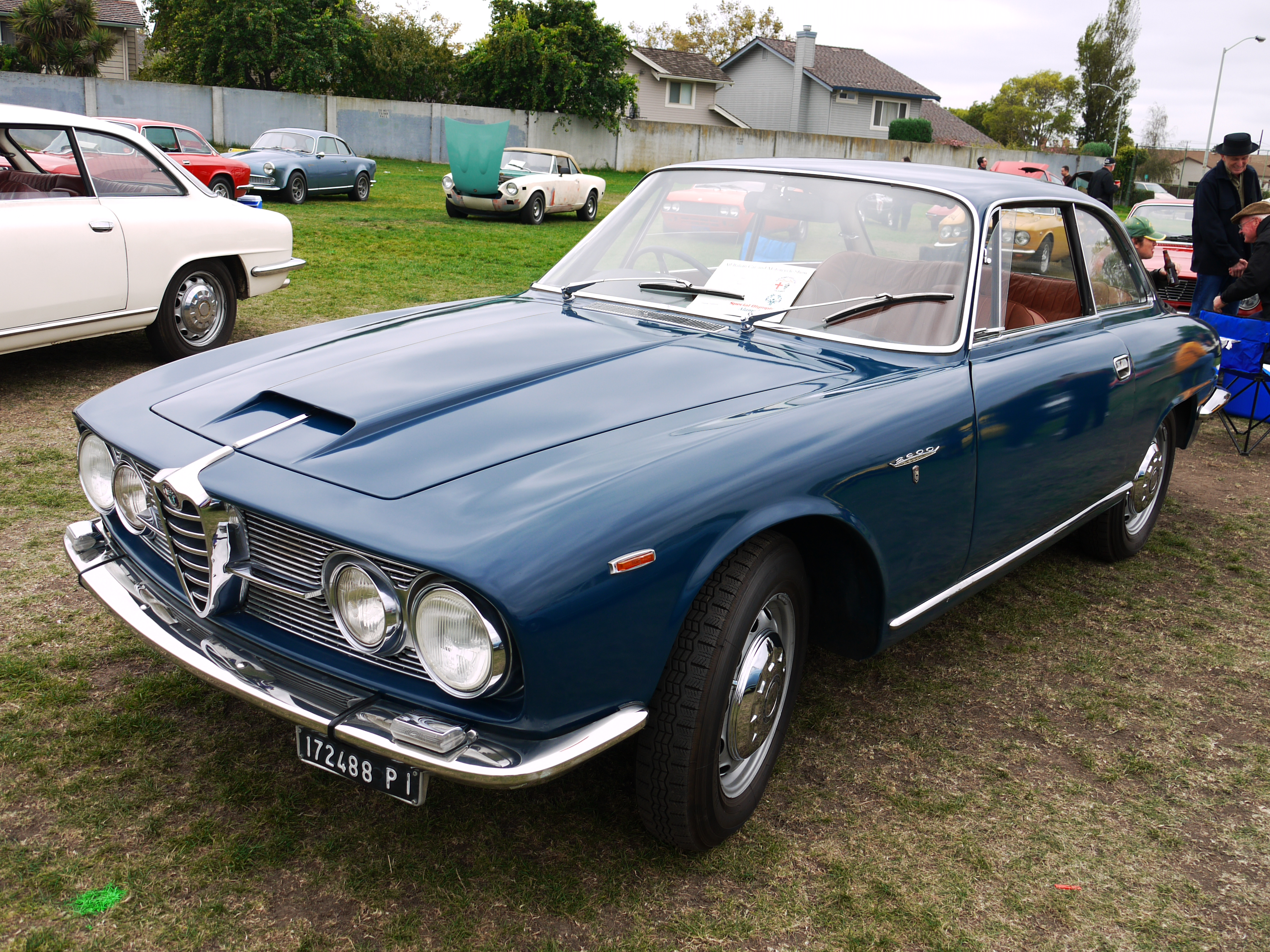
L'Alfa Romeo 2600 Sprint

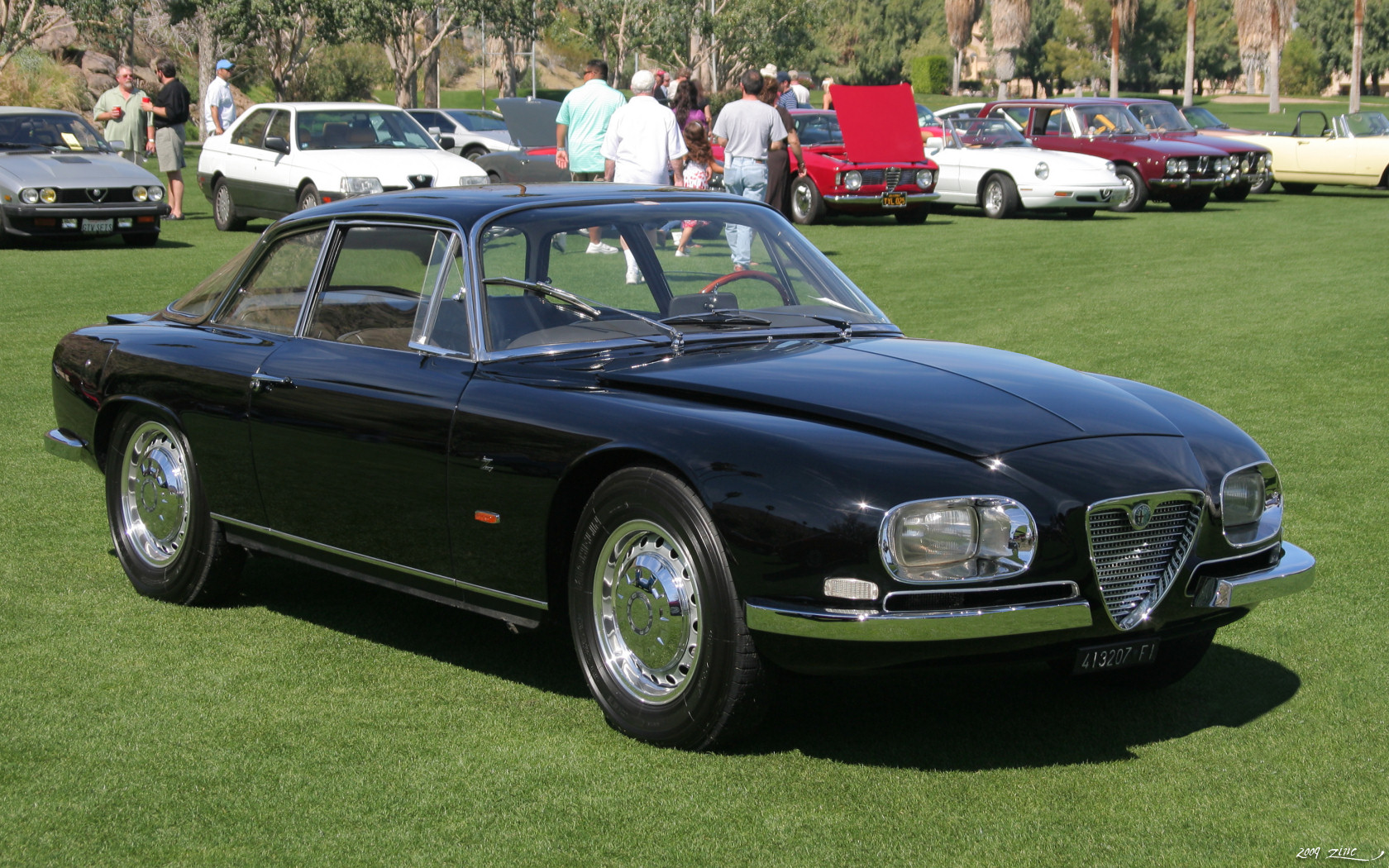
L'Alfa Romeo 2600 SZ

La 2600 Sprint fut le modèle le plus diffusé, dont une version spéciale avec conduite à droite pour les marchés spécifiques. Coupé de grandes dimensions, elle accueillait quatre passagers adultes sans peine. Elle était équipée du même moteur que la Spider, développant 145 ch. Sa ligne de carrosserie reprenait celle de l'Alfa 2000 Sprint qui fut l'un des premiers projets de Giorgetto Giugiaro, alors salarié du carrossier Bertone.
En 1966 Zagato présente sa version de l'Alfa 2600 Sprint, dessinée par Ercole Spada, équipée d'un moteur porté à 165 ch et inaugurant une carrosserie à la ligne très  aérodynamique.
De nos jours, ces modèles sont tous très recherchés, notamment la version Zagato, pour leur excellente conservation et leurs qualités. Elles bénéficient en outre d'une cote très élevée en raison de leur rareté.
En 1968, la fabrication cesse. Pendant de nombreuses années, Alfa Romeo ne présentera pas de modèles de très haut de gamme jusqu'à la sortie de l'Alfa 6.

### Alfa Romeo OSI 2600 De Luxe

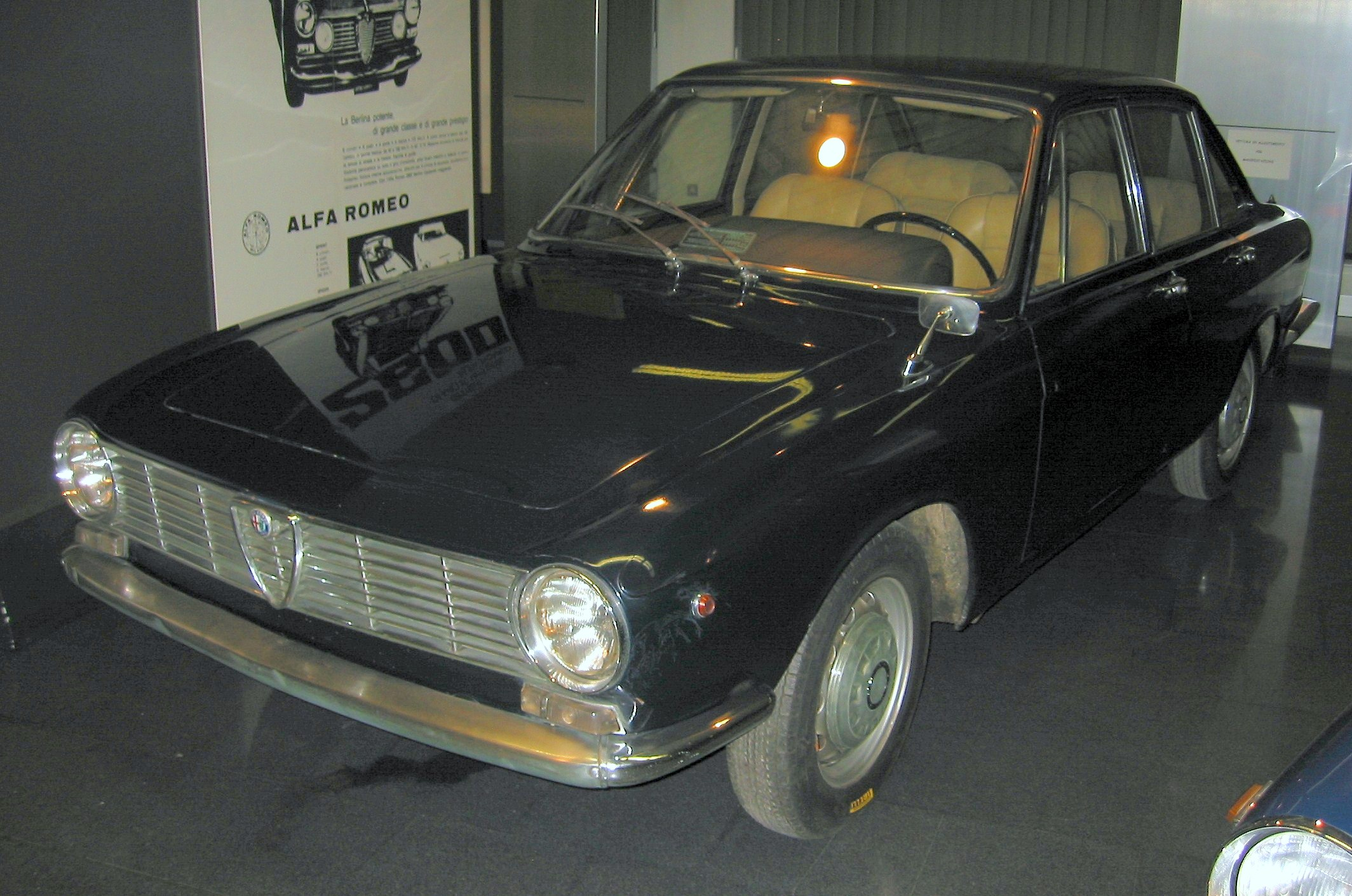
Alfa OSI 2600 berline De Luxe

Au printemps 1965, le constructeur carrossier OSI, filiale de Ghia présente ce prototype dessiné par Michelotti au Salon de l'automobile de Genève, la presse spécialisée la dénomme "la limousine à quatre portes". En effet, très peu de personnes connaissent cette marque à l'époque alors que la voiture ne comporte aucune référence Alfa Romeo. Ce n'est qu'au Salon de l'automobile de Turin, en novembre de la même année, que la nouvelle OSI Alfa Romeo 2600 De Luxe est officiellement dévoilée. Seulement 54 exemplaires seront fabriqués en 1966 et 1967, probablement à cause d'une ligne un peu trop sage pour une Alfa Romeo et un prix très élevé, en raison du niveau de finition intérieur. 
Un exemplaire de l’Alfa Romeo OSI 2600 de Luxe a été acquis par Mohammad Reza Pahlavi, le Chah d'Iran, grand amateur de voitures italiennes.